# Wrentham (Suffolk)
Wrentham – wieś w Anglii, w hrabstwie Suffolk, w dystrykcie East Suffolk. Leży 51 km na północny wschód od miasta Ipswich i 158 km na północny wschód od Londynu.